# Nealita
La nealita es un mineral, cloroarsenito de plomo y hierro hidratado, que se encuentra en escorias de fundición antiguas expuestas al medio ambiente, y particularmente al agua de mar. Fue descubierta en escorias de las antiguas minas griegas de Laurion, en Ática (Grecia), que consecuentemente es su localidad tipo. Su nombre es un reconocimiento a Neal Yedlin, coleccionista de minerales que fue quien encontró los primeros ejemplares.

## Propiedades físicas y químicas
Inicialmente se consideró que la nealita era un cloroarseniato, aunque los estudios estructurales obligaron a revisar la fórmula, quedando definitivamente como un cloroarsenito. Se encuentra en vacuolas de escorias antiguas alteradas como microcristales de color amarillo anaranjado, generalmente tabulares, con contorno rectangular o hexagonal, agrupados de forma subparalela. Con menos frecuencia, aparece como cristales prismáticos, debido a la presencia de maclas.

## Yacimientos
La nealita se conoce solamente en escorias alteradas, no habiendo aparecido hasta el momento en ningún yacimiento natural. Los ejemplares más conocidos proceden de los distintos escoriales del entorno de Laurium, cerca de Atenas, en Ática (Grecia). Las escorias de las fundiciones de la época de la Grecia Clásica fueron arrojadas al mar en algunas zonas, y el cloruro del agua y el oxígeno del aire ha reaccionado con los metales presentes en las escorias para dar lugar a una notable paragénesis de minerales raros. Junto con la nealita aparecen laurionita, paralaurionita, fosgenita,  georgiadesita y otros minerales. En las escorias de la antigua fundición Santa Elisa, en Puerto de Mazarón, Mazarrón, Murcia (España) aparecen ejemplares de nealita considerados entre los mejores del mundo. También se ha encontrado, aunque con mucha menos frecuencia, en otros escoriales antiguos, como los de Carpenara, en Varenna (Italia).